# 須藤まゆみ
須藤 まゆみ（すどう まゆみ、1965年8月12日 - ）は、日本の歌手、作詞家である。群馬県出身。愛称はすどぱぁ。須藤麻友美名義でも活動している。多数のCMソング歌唱で知られるほか、今井美樹、坂本真綾、佐々木望のライブのバックコーラスなどを担当。

## 概要
割田康彦とともに、1994年から1998年まで東京Qチャンネルというバンドで活動していた。日本大学芸術学部在学時代の同級生に爆笑問題がいる。当時、太田光からはドブスチビと呼ばれていた。

## ディスコグラフィー

### コンピレーション
- 海の闇、月の影〜Last Massage〜（1991年4月21日）
  - 想い出に抱かれて
  - 夜明け
  - 別れ〜愛するものたちへ〜
- 愛の戦士ヘッドロココ イメージアルバム（1991年6月21日）
  - Soldier Boys
    - 作詞：松本花奈 作曲・編曲：江口正祥

  - 会いたくて…
    - 作詞：松本美保 作曲：高野富士雄 編曲：有澤考紀
- 電影少女 オリジナル・サウンドトラック（1992年3月27日）
  - 硝子MOON
    - 作詞：覚和歌子 作曲：岡田徹 編曲：岡田徹
- 「電影少女 2nd」イメージ・サウンドトラック -Memories-（1992年7月22日）
  - 君の虹
    - 作詞：泉水敏郎 作曲：岡田徹 編曲：岡田徹
- 陵子の心霊事件簿（1992年11月6日）
  - あなたのもとへ
  - あなたを知りたい
  - ふたりのDESTINY
  - 素直になりたい
  - ひとりじゃないから
- おもちゃ箱'93（1992年12月14日）
  - Blue… 〜蒼いと・ま・ど・い〜
    - 作詞：渡辺なつみ 作曲：KIM. 編曲：内藤慎也
- ゲームミュージック ラングリッサー 光輝の末裔（1993年9月29日）
  - この気持ち…おさえきれない
    - 作詞：藤岡央

  - ドント・ストップ・ユア・ドリーム〜フロム・ナーム
    - 作詞：小林美代子

  - ドント・ストップ・ユア・ドリーム〜フロム・クリス
    - 作詞：遠藤智博 作曲・編曲：藤岡央
- みんなでうたおう!こどものうた ロックンオムレツ（1994年8月21日）
- LUNAR SONGSII〜甦る大地の記憶（1997年2月26日）
  - ルナ
    - 作詞：溝口功 作曲：岩垂徳行 編曲：工藤崇
- バッドばつ丸（1997年11月21日）
- マイメロディといっしょ!やさし（1998年4月21日）
  - いたずら天使
    - 作詞：室生あゆみ 作曲：池毅

  - なきむしおもちゃ
    - 作詞：木本慶子 作曲・編曲：池毅
- コロちゃんパック サンリオ・キャラクター・ソングシリーズ ハローキティのあつまれ！よいこ（2005年5月18日）
  - ピーマンのピー
    - 作詞：木本慶子 作曲・編曲：池毅

  - でんわがルルル
    - 作詞：木本慶子 作曲・編曲：池毅

  - がまんだ、がまん
    - 作詞：木本慶子 作曲・編曲：池毅

  - なきむしおもちゃ
    - 作詞：木本慶子 作曲・編曲：池毅
- テイルズ オブ レジェンディア オリジナルサウンドトラック（2005年8月24日）
  - 蛍火
    - 作詞・作曲・編曲：椎名豪
- Capriccio Music Library Vol.2 Capriccio Song Collection（2019年9月24日）
  - 銀のナイフ
  - たったひとつの傘

### その他
- ためいきのスターライトファイヤー（『Rance 砂漠のガーディアン』オープニングテーマ）
  - 作詞 - 朝倉京子 / 作曲 - KIM / 編曲 - 武井浩之
- もうすぐサンタがやってくる!（『ピチューとピカチュウのふゆやすみ2001』エンディングテーマ）
  - 作詞：須藤麻友美 作曲・編曲：たなかひろかず
- 御前崎市 市歌（ダンスバージョン）
  - 作詞：鳥山清子 作曲：大島ミチル 編曲：内藤慎也
- あしたはきっと（『ポケットモンスター ダイヤモンド&パール』エンディングテーマ） - 作詞
- ガムシャラな風になれ 〜夢に向かって頑張るすべての人たちへ〜（2009 トキめき新潟国体・トキめき新潟大会イメージソング）
  - 作詞・作曲：カナデフウビ

### パチンコ搭載曲
- パチンコCR春夏秋冬(西陣)大当たり中テーマ曲（2008年5月 - 導入）
  - 線香花火
  - 作詞・作曲：藤本コウジ
- パチンコCR桃キュン剣(西陣)大当たり中テーマ曲（2009年6月 - 導入）
  - あたらしい世界へ
  - 作詞・作曲：藤本コウジ
  - diary
  - 作詞・作曲：藤本コウジ

### CMソング
- ユニチャーム - 履かせるオムツムーニーマン、ムーニーさららマジック
- 大鵬薬品 - ハルンケア
- ハウス食品 - ウコンの力
- P&G - 薬用石鹸ミューズ
- 旭化成 - サランラップ
- ライオン - 香りとデオドラントのソフラン、ソフランＣ
- 花王 - アタックオールイン、アタックのギフト、モア、ファミリーフレッシュ、エコナクッキングオイル、バスマジックリン、湯上り爽快バブ
- 日清製粉 - 日清小麦粉
- 理研ビタミン - リケンスーパードレッシング
- 森永製菓 - 森永ビスケット
- タイガー魔法瓶 - ＩＨジャー炊き立て
- 富士フイルム - フジカラーお正月を写そう
- 日清食品 - 日清のラーメン屋さん
- JR東日本 - 「Suicaならば問題ない」
- オリヒロ - 企業CM「いつも側にオリヒロ」・・・
- サン•サン•サンバード〜長崎屋 の唄（リメイクバージョン）1993年

ほか　

## 出演

### ラジオ
- 須藤まゆみのリズミックス